# Temporada 2020 de Fórmula 1
La temporada 2020 de Fórmula 1 fue la 71.ª temporada del Campeonato Mundial de Fórmula 1 de la historia. Estuvo organizada por la Federación Internacional del Automóvil (FIA).
El campeonato debía comenzar originalmente en marzo con el Gran Premio de Australia pero se pospuso hasta julio debido a la pandemia de COVID-19 y estrictas medidas de seguridad para evitar contagios, como competiciones sin aficionados en las gradas de los circuitos. La temporada estuvo prevista para disputarse con un récord de 22 Grandes Premios, hasta que finalmente después de cancelaciones y sustituciones de carreras, se confirmó un calendario definitivo de 17 competencias. La temporada comenzó en julio con el Gran Premio de Austria.

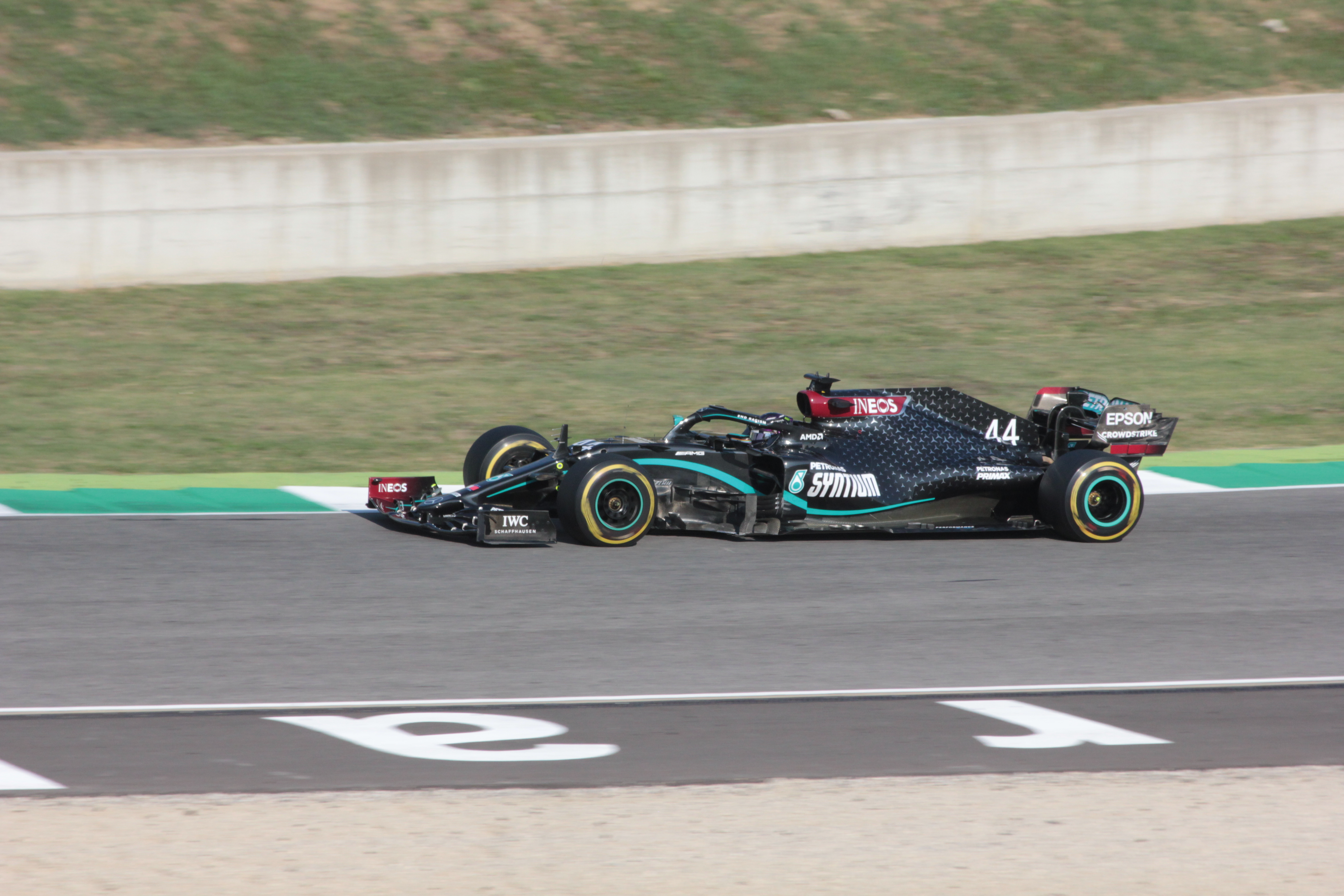
Lewis Hamilton, se alzó con el Campeonato de Pilotos y Mercedes el Campeonato de Constructores.

Lewis Hamilton logró su séptimo título al ganar el Gran Premio de Turquía e igualó el récord de Michael Schumacher. Mientras que Mercedes logró su séptimo título consecutivo en el Gran Premio de Emilia-Romaña.

## Escuderías y pilotos
La siguiente tabla muestra los equipos para la temporada 2020 de Fórmula 1.
| Escudería                              | Chasis       | Chasis | Motor                                  | Neu. | N.º | Pilotos            | Siglas | Rondas      | Pilotos de pruebas              |
| -------------------------------------- | ------------ | ------ | -------------------------------------- | ---- | --- | ------------------ | ------ | ----------- | ------------------------------- |
| Mercedes-AMG Petronas Formula One Team | Mercedes     | W11    | Mercedes-AMG F1 M11 EQ Performance     | P    | 44  | Lewis Hamilton     | HAM    | 1-15, 17    | Stoffel Vandoorne Nyck de Vries |
| Mercedes-AMG Petronas Formula One Team | Mercedes     | W11    | Mercedes-AMG F1 M11 EQ Performance     | P    | 63  | George Russell     | RUS    | 16          | Stoffel Vandoorne Nyck de Vries |
| Mercedes-AMG Petronas Formula One Team | Mercedes     | W11    | Mercedes-AMG F1 M11 EQ Performance     | P    | 77  | Valtteri Bottas    | BOT    | Todas       | Stoffel Vandoorne Nyck de Vries |
| Scuderia Ferrari                       | Ferrari      | SF1000 | Ferrari 065                            | P    | 5   | Sebastian Vettel   | VET    | Todas       | Robert Shwartzman Antonio Fuoco |
| Scuderia Ferrari                       | Ferrari      | SF1000 | Ferrari 065                            | P    | 16  | Charles Leclerc    | LEC    | Todas       | Robert Shwartzman Antonio Fuoco |
| Aston Martin Red Bull Racing           | Red Bull     | RB16   | Honda RA620H                           | P    | 23  | Alexander Albon    | ALB    | Todas       | Jüri Vips Sébastien Buemi       |
| Aston Martin Red Bull Racing           | Red Bull     | RB16   | Honda RA620H                           | P    | 33  | Max Verstappen     | VER    | Todas       | Jüri Vips Sébastien Buemi       |
| McLaren F1 Team                        | McLaren      | MCL35  | Renault E-Tech 20                      | P    | 4   | Lando Norris       | NOR    | Todas       |                                 |
| McLaren F1 Team                        | McLaren      | MCL35  | Renault E-Tech 20                      | P    | 55  | Carlos Sainz Jr.   | SAI    | Todas       |                                 |
| Renault DP World F1 Team               | Renault      | R.S.20 | Renault E-Tech 20                      | P    | 3   | Daniel Ricciardo   | RIC    | Todas       | Fernando Alonso Guanyu Zhou     |
| Renault DP World F1 Team               | Renault      | R.S.20 | Renault E-Tech 20                      | P    | 31  | Esteban Ocon       | OCO    | Todas       | Fernando Alonso Guanyu Zhou     |
| Scuderia AlphaTauri Honda              | AlphaTauri   | AT01   | Honda RA620H                           | P    | 10  | Pierre Gasly       | GAS    | Todas       | Yuki Tsunoda Marino Sato        |
| Scuderia AlphaTauri Honda              | AlphaTauri   | AT01   | Honda RA620H                           | P    | 26  | Daniil Kvyat       | KVY    | Todas       | Yuki Tsunoda Marino Sato        |
| BWT Racing Point F1 Team               | Racing Point | RP20   | BWT Mercedes-AMG F1 M11 EQ Performance | P    | 11  | Sergio Pérez       | PER    | 1-3, 6-17   |                                 |
| BWT Racing Point F1 Team               | Racing Point | RP20   | BWT Mercedes-AMG F1 M11 EQ Performance | P    | 18  | Lance Stroll       | STR    | 1-10, 12-17 |                                 |
| BWT Racing Point F1 Team               | Racing Point | RP20   | BWT Mercedes-AMG F1 M11 EQ Performance | P    | 27  | Nico Hülkenberg    | HÜL    | 4-5, 11     |                                 |
| Alfa Romeo Racing ORLEN                | Alfa Romeo   | C39    | Ferrari 065                            | P    | 7   | Kimi Räikkönen     | RAI    | Todas       | Robert Kubica Callum Ilott      |
| Alfa Romeo Racing ORLEN                | Alfa Romeo   | C39    | Ferrari 065                            | P    | 99  | Antonio Giovinazzi | GIO    | Todas       | Robert Kubica Callum Ilott      |
| Haas F1 Team                           | Haas         | VF-20  | Ferrari 065                            | P    | 8   | Romain Grosjean    | GRO    | 1-15        | Mick Schumacher                 |
| Haas F1 Team                           | Haas         | VF-20  | Ferrari 065                            | P    | 20  | Kevin Magnussen    | MAG    | Todas       | Mick Schumacher                 |
| Haas F1 Team                           | Haas         | VF-20  | Ferrari 065                            | P    | 51  | Pietro Fittipaldi  | FIT    | 16-17       | Mick Schumacher                 |
| Williams Racing                        | Williams     | FW43   | Mercedes-AMG F1 M11 EQ Performance     | P    | 6   | Nicholas Latifi    | LAT    | Todas       | Jack Aitken Roy Nissany         |
| Williams Racing                        | Williams     | FW43   | Mercedes-AMG F1 M11 EQ Performance     | P    | 63  | George Russell     | RUS    | 1-15, 17    | Jack Aitken Roy Nissany         |
| Williams Racing                        | Williams     | FW43   | Mercedes-AMG F1 M11 EQ Performance     | P    | 89  | Jack Aitken        | AIT    | 16          | Jack Aitken Roy Nissany         |

## Cambios

### Cambios de Grandes Premios
- El calendario de la Fórmula 1 2020 iba a ser el más largo de su historia con la vuelta del Gran Premio de los Países Bajos y el ingreso del Gran Premio de Vietnam.
- La pandemia de COVID-19 causó grandes modificaciones en el calendario oficial, donde se cancelaron varias competencias y se agregaron otras que no estaban dentro del calendario inicial, para terminar completando 17 carreras en la temporada.

### Cambios de pilotos
- Esteban Ocon sustituyó a Nico Hülkenberg en Renault F1 Team.[36]
- El debutante Nicholas Latifi reemplazó a Robert Kubica en Williams Racing.[37]
- Tras dar positivo de COVID-19, Sergio Pérez se perdió los Grandes Premios de Gran Bretaña y 70.º Aniversario.[38] Su reemplazo fue el alemán Nico Hülkenberg.[39] El alemán volvió a correr en el GP de Eifel esta vez en reemplazo de Lance Stroll.[40]
- Pietro Fittipaldi sustituyó al francés Romain Grosjean, en el Gran Premio de Sakhir y en Abu Dabi, después de su accidente en el GP de Baréin.[41]
- Lewis Hamilton se perdió el GP de Sakhir tras dar positivo de COVID-19.[42] George Russell fue su sustituto en Mercedes y el asiento de Russell en Williams, lo ocupó Jack Aitken.[8] Hamilton volvió a su asiento en Abu Dabi, así como Russell a Williams.[43]

### Cambios de escuderías
- La Scuderia Toro Rosso cambió su nombre a Scuderia AlphaTauri. Su inscripción pasó de «Red Bull Toro Rosso Honda» a «Scuderia AlphaTauri Honda».[44]
- La escudería Alfa Romeo agregó a la empresa petrolera PKN Orlen como su patrocinador principal y pasa a llamarse «Alfa Romeo Racing ORLEN».[45]
- Con la salida de la empresa de apuestas SportPesa, el equipo Racing Point F1 Team la reemplazó como patrocinio principal del equipo con BWT, cambiando la inscripción a «BWT Racing Point F1 Team».[46]
- Renault F1 Team adquirió un nuevo patrocinador principal; la empresa operadora de puertos a nivel mundial Dubai Ports World, y pasó a inscribirse como «Renault DP World F1 Team».[47]
- El 29 de mayo, Williams rompió contrato con ROKiT y pasó a llamarse «Williams Racing».[48]

### Cambios técnicos
- Aumento del límite de unidades permitidas del MGU-K a tres como consecuencia de la extensión del calendario a 22 Grandes Premios.
- En pretemporada los días de pruebas se han visto reducidos de ocho a seis y tuvieron lugar en el Circuito de Barcelona-Cataluña del 19 al 21 de febrero y del 26 al 28 de febrero. Las pruebas que hasta ahora se realizaban en medio de la temporada tras carreras como la de España, quedaron eliminadas. Se mantienen los pruebas al finalizar el año en el Circuito Yas Marina. En dichas pruebas, cada equipo debió contar con al menos un piloto rookie en una de las jornadas.
- Todos los equipos debieron montar una pequeña aleta en la parte trasera en la que se pudo ver el dorsal de cada piloto. El objetivo era facilitar a los espectadores la distinción entre compañeros de escudería.
- Tras un 2019 convulso en cuanto a sanciones se refiere, las penalizaciones por saltarse el pesaje o la salida fueron más suaves. En el primer caso ya no fue necesario salir en carrera desde el pitlane. En el segundo, se aplicaron cinco o diez segundos en vez de un drive through o un stop and go.
- El alerón delantero sufrió un pequeño cambio. A partir de esta temporada, los primeros 50 milímetros de los laterales solo podían estar hechos de fibra de carbono y no de metal como sucedía hasta el momento. Se buscó evitar que se desprendan trozos y causen pinchazos de neumáticos.
- Los conductos de freno tuvieron que ser fabricados por los propios equipos. Esto implicó que las escuderías no puedan comprárselos a otras. Esta pieza se une así a las estructuras antideformación o al habitáculo.
- En las salidas, los pilotos tuvieron un papel aún más determinante. La razón es que controlaron el 90% de la tracción de sus motores. Se pretendió mejorar el espectáculo en los inicios de carrera.
- Por último, el combustible fuera del tanque solo pudo ser de 250 mililitros frente a los dos litros de 2019. De esta forma, los equipos no obtuvieron ventaja por la utilización de esa gasolina.

### Otros cambios
- Se restableció la bandera a cuadros como la señal definitiva de final de carrera (en 2018 se designó el panel luminoso como referencia válida, pero en el Gran Premio de Japón se proyectó una vuelta antes, alterando el resultado).
- Se prohibió durante las pruebas de invierno que los equipos tapen la visibilidad de sus boxes entre las 9:00 y las 18:00 salvo que el fondo plano esté fuera del monoplaza o se esté reparando alguna pieza tras un problema, propiciando así que estos eventos sean más atractivos para los medios y los aficionados.
- El toque de queda ha experimentado algún cambio. Se sancionó como hasta la temporada anterior si se rompe en tres o más ocasiones. Sin embargo, el número de horas del personal fuera de los boxes se prolongó de ocho a nueve horas.

## Calendario de presentaciones
El calendario de presentaciones para la temporada 2020 fue el siguiente.
| Escudería    | Chasis | Imagen | Fecha         | Lugar                          |
| ------------ | ------ | ------ | ------------- | ------------------------------ |
| Haas         | VF-20  |        | 7 de febrero  | En línea                       |
| Ferrari      | SF1000 |        | 11 de febrero | Reggio Emilia, Italia          |
| Red Bull     | RB16   |        | 12 de febrero | Salzburgo, Austria             |
| McLaren      | MCL35  |        | 13 de febrero | Woking, Reino Unido            |
| AlphaTauri   | AT01   |        | 14 de febrero | Salzburgo, Austria             |
| Mercedes     | W11    |        | 14 de febrero | Silverstone, Reino Unido       |
| Racing Point | RP20   |        | 17 de febrero | Mondsee, Austria               |
| Williams     | FW43   |        | 17 de febrero | En línea                       |
| Alfa Romeo   | C39    |        | 19 de febrero | Circuito de Barcelona-Cataluña |
| Renault      | R.S.20 |        | 19 de febrero | Circuito de Barcelona-Cataluña |
| Fuente:      |        |        |               |                                |

## Entrenamientos

### Pretemporada
Las pruebas de pretemporada se disputaron en dos fechas, del 19 al 21 de febrero y del 26 al 28 de febrero. El circuito escogido, al igual que en temporadas pasadas, fue el Circuito de Barcelona-Cataluña, en Montmeló (España).
| N.º | Circuito                                          | Mapa del circuito    | Resultados    | Resultados       | Resultados  | Resultados   | Resultados   | Resultados | Resultados |
| --- | ------------------------------------------------- | -------------------- | ------------- | ---------------- | ----------- | ------------ | ------------ | ---------- | ---------- |
| 1   | Circuito de Barcelona-Cataluña Longitud: 4,627 km |                      | Fecha         | Fecha            | Piloto      | Constructor  | Mejor tiempo | Neu.       | Vueltas    |
| 1   | Circuito de Barcelona-Cataluña Longitud: 4,627 km | Día 1                | 19 de febrero | Lewis Hamilton   | Mercedes    | 1:16.976     | M            | 94         |            |
| 1   | Circuito de Barcelona-Cataluña Longitud: 4,627 km | Día 2                | 20 de febrero | Kimi Räikkönen   | Alfa Romeo  | 1:17.091     | M            | 134        |            |
| 1   | Circuito de Barcelona-Cataluña Longitud: 4,627 km | Día 3                | 21 de febrero | Valtteri Bottas  | Mercedes    | 1:15.732     | M            | 65         |            |
| 1   | Circuito de Barcelona-Cataluña Longitud: 4,627 km | Resultados completos |               |                  |             |              |              |            |            |
| 2   | Circuito de Barcelona-Cataluña Longitud: 4,627 km | Fecha                | Fecha         | Piloto           | Constructor | Mejor tiempo | Neu.         | Vueltas    |            |
| 2   | Circuito de Barcelona-Cataluña Longitud: 4,627 km | Día 1                | 26 de febrero | Robert Kubica    | Alfa Romeo  | 1:16.942     | S            | 53         |            |
| 2   | Circuito de Barcelona-Cataluña Longitud: 4,627 km | Día 2                | 27 de febrero | Sebastian Vettel | Ferrari     | 1:16.841     | S            | 144        |            |
| 2   | Circuito de Barcelona-Cataluña Longitud: 4,627 km | Día 3                | 28 de febrero | Valtteri Bottas  | Mercedes    | 1:16.196     | S            | 77         |            |
| 2   | Circuito de Barcelona-Cataluña Longitud: 4,627 km | Resultados completos |               |                  |             |              |              |            |            |

### Postemporada
La postemporada se disputó el día 15 de diciembre en el circuito Yas Marina.
| Circuito                               | Mapa del circuito | Resultados      | Resultados | Resultados  | Resultados   | Resultados | Resultados |
| -------------------------------------- | ----------------- | --------------- | ---------- | ----------- | ------------ | ---------- | ---------- |
| Circuito Yas Marina Longitud: 5,554 km |                   | Fecha           | Piloto     | Constructor | Mejor tiempo | Neu.       | Vueltas    |
| Circuito Yas Marina Longitud: 5,554 km | 15 de diciembre   | Fernando Alonso | Renault    | 1:36.333    | S            | 105        |            |

## Calendario

Los países que acogerían un Gran Premio en el calendario inicial están coloreados de gris oscuro; los países que acogen un Gran Premio en el calendario actual están coloreados de verde.

El calendario para la temporada fue confirmado por la FIA en agosto de 2019. El calendario sería el más largo de la competición tras 70 años de historia con 22 carreras, iniciándose la temporada el 15 de marzo en Australia y finalizando en Abu Dabi el 29 de noviembre. Este año el calendario contaría con el regreso del Gran Premio de los Países Bajos en el circuito de Zandvoort y la incorporación del Gran Premio de Vietnam. Por su parte, el Gran Premio de Alemania volvería a caer del calendario.
El calendario se vería alterado por la pandemia por coronavirus. El 12 de febrero se anunciaría el aplazamiento del Gran Premio de China, y el 13 de marzo, tras una larga jornada de reuniones, el Gran Premio de Australia se vería cancelado apenas tres horas antes del inicio de las actividades programadas.
El 19 de marzo se anunció la suspensión de los Grandes Premios de Países Bajos, España y Mónaco. Horas más tarde fue anunciada la cancelación definitiva del Gran Premio de Mónaco. En los siguientes meses se anunciaron la cancelación del GP de Francia, Países Bajos y el retraso de Canadá. A mediados de junio se anunció la cancelación de las carreras de Azerbaiyán, Singapur y Japón.
En inicios de mayo fueron anunciadas las primeras ocho carreras en Europa, iniciando en Austria en julio con dos carreras (el GP de Austria el día 5 y la primera edición del GP de Estiria el día 12 en el mismo circuito). También se incluyó el Gran Premio del 70.º Aniversario a disputarse en Silverstone luego del GP de Gran Bretaña, en conmemoración a los 70 años de la F1. Será la primera temporada de la historia en tener más de una carrera en un mismo circuito.
El 10 de julio en la previa al Gran Premio de Estiria, se anunció la extensión del calendario para el mes de septiembre agregando el Gran Premio de la Toscana, que marca el debut en Fórmula 1 del Autódromo Internacional del Mugello, y el Gran Premio de Rusia en Sochi. Adicionalmente, el 24 de julio,  se anunció la extensión del calendario para el mes de octubre agregando el Gran Premio de Eifel, el Gran Premio de Portugal y el Gran Premio de Emilia-Romaña, más la cancelación de los GP de Canadá, Estados Unidos, México y Brasil.
Posteriormente, el 25 de agosto se añadieron al calendario 4 Grandes Premios. El Gran Premio de Turquía, que vuelve al calendario después de 9 años de ausencia; los Grandes Premios de Baréin y Sakhir, ambos alojados en el circuito Internacional de Baréin; y por último el Gran Premio de Abu Dabi. Se llevarán a cabo en la última mitad de noviembre y primera de diciembre. A su vez, se ha confirmado la cancelación del Gran Premio de China para la temporada 2020.
Finalmente durante el Gran Premio de Bélgica, la FIA confirmó el calendario definitivo de la temporada 2020 con 17 carreras y la cancelación de la primera edición del Gran Premio de Vietnam.
| Ronda                                              | Gran Premio                       | Circuito                                       | Fecha                |
| Carreras confirmadas                               | Carreras confirmadas              | Carreras confirmadas                           | Carreras confirmadas |
| -------------------------------------------------- | --------------------------------- | ---------------------------------------------- | -------------------- |
| 1                                                  | Gran Premio de Austria            | Red Bull Ring, Spielberg                       | 5 de julio           |
| 2                                                  | Gran Premio de Estiria            | Red Bull Ring, Spielberg                       | 12 de julio          |
| 3                                                  | Gran Premio de Hungría            | Hungaroring, Mogyoród                          | 19 de julio          |
| 4                                                  | Gran Premio de Gran Bretaña       | Circuito de Silverstone, Silverstone           | 2 de agosto          |
| 5                                                  | Gran Premio del 70.º Aniversario  | Circuito de Silverstone, Silverstone           | 9 de agosto          |
| 6                                                  | Gran Premio de España             | Circuito de Barcelona-Cataluña, Montmeló       | 16 de agosto         |
| 7                                                  | Gran Premio de Bélgica            | Circuito de Spa-Francorchamps, Spa             | 30 de agosto         |
| 8                                                  | Gran Premio de Italia             | Autodromo Nazionale di Monza, Monza            | 6 de septiembre      |
| 9                                                  | Gran Premio de la Toscana         | Autódromo Internacional del Mugello, Scarperia | 13 de septiembre     |
| 10                                                 | Gran Premio de Rusia              | Autódromo de Sochi, Sochi                      | 27 de septiembre     |
| 11                                                 | Gran Premio de Eifel              | Nürburgring, Nürburg                           | 11 de octubre        |
| 12                                                 | Gran Premio de Portugal           | Autódromo Internacional do Algarve, Portimão   | 25 de octubre        |
| 13                                                 | Gran Premio de Emilia-Romaña      | Autodromo Enzo e Dino Ferrari, Imola           | 1 de noviembre       |
| 14                                                 | Gran Premio de Turquía            | Circuito de Estambul, Estambul                 | 15 de noviembre      |
| 15                                                 | Gran Premio de Baréin             | Circuito Internacional de Baréin, Sakhir       | 29 de noviembre      |
| 16                                                 | Gran Premio de Sakhir             | Circuito Internacional de Baréin, Sakhir       | 6 de diciembre       |
| 17                                                 | Gran Premio de Abu Dabi           | Circuito Yas Marina, Isla de Yas               | 13 de diciembre      |
| Carreras canceladas (fecha del calendario inicial) |                                   |                                                |                      |
|                                                    | Gran Premio de Australia          | Circuito de Albert Park, Melbourne             | 15 de marzo          |
|                                                    | Gran Premio de Vietnam            | Circuito callejero de Hanói, Hanói             | 5 de abril           |
|                                                    | Gran Premio de China              | Circuito Internacional de Shanghái, Shanghái   | 19 de abril          |
|                                                    | Gran Premio de los Países Bajos   | Circuito de Zandvoort, Zandvoort               | 3 de mayo            |
|                                                    | Gran Premio de Mónaco             | Circuito de Mónaco, Montecarlo                 | 24 de mayo           |
|                                                    | Gran Premio de Azerbaiyán         | Circuito callejero de Bakú, Bakú               | 7 de junio           |
|                                                    | Gran Premio de Canadá             | Circuito Gilles Villeneuve, Montreal           | 14 de junio          |
|                                                    | Gran Premio de Francia            | Circuito Paul Ricard, Le Castellet             | 28 de junio          |
|                                                    | Gran Premio de Singapur           | Circuito callejero de Marina Bay, Singapur     | 20 de septiembre     |
|                                                    | Gran Premio de Japón              | Circuito de Suzuka, Suzuka                     | 11 de octubre        |
|                                                    | Gran Premio de los Estados Unidos | Circuito de las Américas, Austin, Texas        | 25 de octubre        |
|                                                    | Gran Premio de México             | Autódromo Hermanos Rodríguez, Ciudad de México | 1 de noviembre       |
|                                                    | Gran Premio de Brasil             | Autódromo José Carlos Pace, São Paulo          | 15 de noviembre      |
| Fuente:                                            |                                   |                                                |                      |

## Neumáticos
| Nombre del compuesto | Color | Color | Banda de rodadura | Condiciones de circulación | Adherencia | Durabilidad |
| -------------------- | ----- | ----- | ----------------- | -------------------------- | ---------- | ----------- |
| Duro                 | H     |       | Liso              | Seco                       | Baja       | Alta        |
| Medio                | M     |       | Liso              | Seco                       | Media      | Media       |
| Blando               | S     |       | Liso              | Seco                       | Alta       | Baja        |
| Intermedio           | I     |       | Canales           | Mojado                     |            |             |
| De lluvia            | W     |       | Canales           | Mojado                     |            |             |

| Identificador | Adherencia  | Durabilidad |
| ------------- | ----------- | ----------- |
| C1            | La más baja | La más alta |
| C2            | Baja        | Alta        |
| C3            | Media       | Media       |
| C4            | Alta        | Baja        |
| C5            | La más alta | La más baja |

### Neumáticos de seco por carrera
| Compuesto | AUT | EST | HUN | GBR | 70A | ESP | BEL | ITA | TOS | RUS | EIF | POR | EMI | TUR | BHR | SAK | ABU |
| --------- | --- | --- | --- | --- | --- | --- | --- | --- | --- | --- | --- | --- | --- | --- | --- | --- | --- |
| Duro      | C2  | C2  | C2  | C1  | C2  | C1  | C2  | C2  | C1  | C3  | C2  | C1  | C2  | C1  | C2  | C2  | C3  |
| Medio     | C3  | C3  | C3  | C2  | C3  | C2  | C3  | C3  | C2  | C4  | C3  | C2  | C3  | C2  | C3  | C3  | C4  |
| Blando    | C4  | C4  | C4  | C3  | C4  | C3  | C4  | C4  | C3  | C5  | C4  | C3  | C4  | C3  | C4  | C4  | C5  |

Fuente: Pirelli.

## Resultados
| Ronda   | Fecha                          | Gran Premio | Mapa del circuito    | Resultados                 | Resultados      | Resultados                  | Resultados      |
| ------- | ------------------------------ | --- | -------------------- | -------------------------- | --------------- | --------------------------- | --------------- |
| 1       | 3, 4 y 5 de julio              | Gran Premio de Austria Red Bull Ring Longitud: 4,318 km Vueltas: 71 Distancia de carrera: 306,578 km Ganador 2019: Max Verstappen - Red Bull                   |                      | Libres 1                   | Lewis Hamilton  | Ganador                     | Valtteri Bottas |
| 1       | 3, 4 y 5 de julio              | Gran Premio de Austria Red Bull Ring Longitud: 4,318 km Vueltas: 71 Distancia de carrera: 306,578 km Ganador 2019: Max Verstappen - Red Bull                   | Libres 2             | Lewis Hamilton             | 2.do puesto     | Charles Leclerc             |                 |
| 1       | 3, 4 y 5 de julio              | Gran Premio de Austria Red Bull Ring Longitud: 4,318 km Vueltas: 71 Distancia de carrera: 306,578 km Ganador 2019: Max Verstappen - Red Bull                   | Libres 3             | Lewis Hamilton             | 3.er puesto     | Lando Norris                |                 |
| 1       | 3, 4 y 5 de julio              | Gran Premio de Austria Red Bull Ring Longitud: 4,318 km Vueltas: 71 Distancia de carrera: 306,578 km Ganador 2019: Max Verstappen - Red Bull                   | Pole position        | Valtteri Bottas (1:02.939) | Vuelta rápida   | Lando Norris (1:07.475)     |                 |
| 1       | 3, 4 y 5 de julio              | Gran Premio de Austria Red Bull Ring Longitud: 4,318 km Vueltas: 71 Distancia de carrera: 306,578 km Ganador 2019: Max Verstappen - Red Bull                   | Resultados completos |                            |                 |                             |                 |
| 2       | 10, 11 y 12 de julio           | Gran Premio de Estiria Red Bull Ring Longitud: 4,318 km Vueltas: 71 Distancia de carrera: 306,578 km Ganador 2019: Primera edición                             |                      | Libres 1                   | Sergio Pérez    | Ganador                     | Lewis Hamilton  |
| 2       | 10, 11 y 12 de julio           | Gran Premio de Estiria Red Bull Ring Longitud: 4,318 km Vueltas: 71 Distancia de carrera: 306,578 km Ganador 2019: Primera edición                             | Libres 2             | Max Verstappen             | 2.do puesto     | Valtteri Bottas             |                 |
| 2       | 10, 11 y 12 de julio           | Gran Premio de Estiria Red Bull Ring Longitud: 4,318 km Vueltas: 71 Distancia de carrera: 306,578 km Ganador 2019: Primera edición                             | Libres 3             | Cancelado                  | 3.er puesto     | Max Verstappen              |                 |
| 2       | 10, 11 y 12 de julio           | Gran Premio de Estiria Red Bull Ring Longitud: 4,318 km Vueltas: 71 Distancia de carrera: 306,578 km Ganador 2019: Primera edición                             | Pole position        | Lewis Hamilton (1:19.273)  | Vuelta rápida   | Carlos Sainz Jr. (1:05:619) |                 |
| 2       | 10, 11 y 12 de julio           | Gran Premio de Estiria Red Bull Ring Longitud: 4,318 km Vueltas: 71 Distancia de carrera: 306,578 km Ganador 2019: Primera edición                             | Resultados completos |                            |                 |                             |                 |
| 3       | 17, 18 y 19 de julio           | Gran Premio de Hungría Hungaroring Longitud: 4,381 km Vueltas: 70 Distancia de carrera: 302,260 km Ganador 2019: Lewis Hamilton - Mercedes                     |                      | Libres 1                   | Lewis Hamilton  | Ganador                     | Lewis Hamilton  |
| 3       | 17, 18 y 19 de julio           | Gran Premio de Hungría Hungaroring Longitud: 4,381 km Vueltas: 70 Distancia de carrera: 302,260 km Ganador 2019: Lewis Hamilton - Mercedes                     | Libres 2             | Sebastian Vettel           | 2.do puesto     | Max Verstappen              |                 |
| 3       | 17, 18 y 19 de julio           | Gran Premio de Hungría Hungaroring Longitud: 4,381 km Vueltas: 70 Distancia de carrera: 302,260 km Ganador 2019: Lewis Hamilton - Mercedes                     | Libres 3             | Valtteri Bottas            | 3.er puesto     | Valtteri Bottas             |                 |
| 3       | 17, 18 y 19 de julio           | Gran Premio de Hungría Hungaroring Longitud: 4,381 km Vueltas: 70 Distancia de carrera: 302,260 km Ganador 2019: Lewis Hamilton - Mercedes                     | Pole position        | Lewis Hamilton (1:13.447)  | Vuelta rápida   | Lewis Hamilton (1:16.627)   |                 |
| 3       | 17, 18 y 19 de julio           | Gran Premio de Hungría Hungaroring Longitud: 4,381 km Vueltas: 70 Distancia de carrera: 302,260 km Ganador 2019: Lewis Hamilton - Mercedes                     | Resultados completos |                            |                 |                             |                 |
| 4       | 31 de julio, 1 y 2 de agosto   | Gran Premio de Gran Bretaña Circuito de Silverstone Longitud: 5,891 km Vueltas: 52 Distancia de carrera: 306,332 km Ganador 2019: Lewis Hamilton - Mercedes    |                      | Libres 1                   | Max Verstappen  | Ganador                     | Lewis Hamilton  |
| 4       | 31 de julio, 1 y 2 de agosto   | Gran Premio de Gran Bretaña Circuito de Silverstone Longitud: 5,891 km Vueltas: 52 Distancia de carrera: 306,332 km Ganador 2019: Lewis Hamilton - Mercedes    | Libres 2             | Lance Stroll               | 2.do puesto     | Max Verstappen              |                 |
| 4       | 31 de julio, 1 y 2 de agosto   | Gran Premio de Gran Bretaña Circuito de Silverstone Longitud: 5,891 km Vueltas: 52 Distancia de carrera: 306,332 km Ganador 2019: Lewis Hamilton - Mercedes    | Libres 3             | Valtteri Bottas            | 3.er puesto     | Charles Leclerc             |                 |
| 4       | 31 de julio, 1 y 2 de agosto   | Gran Premio de Gran Bretaña Circuito de Silverstone Longitud: 5,891 km Vueltas: 52 Distancia de carrera: 306,332 km Ganador 2019: Lewis Hamilton - Mercedes    | Pole position        | Lewis Hamilton (1:24.303)  | Vuelta rápida   | Max Verstappen (1:27.507)   |                 |
| 4       | 31 de julio, 1 y 2 de agosto   | Gran Premio de Gran Bretaña Circuito de Silverstone Longitud: 5,891 km Vueltas: 52 Distancia de carrera: 306,332 km Ganador 2019: Lewis Hamilton - Mercedes    | Resultados completos |                            |                 |                             |                 |
| 5       | 7, 8 y 9 de agosto             | Gran Premio del 70.º Aniversario Circuito de Silverstone Longitud: 5,891 km Vueltas: 52 Distancia de carrera: 306,332 km Ganador 2019: Primera edición         |                      | Libres 1                   | Valtteri Bottas | Ganador                     | Max Verstappen  |
| 5       | 7, 8 y 9 de agosto             | Gran Premio del 70.º Aniversario Circuito de Silverstone Longitud: 5,891 km Vueltas: 52 Distancia de carrera: 306,332 km Ganador 2019: Primera edición         | Libres 2             | Lewis Hamilton             | 2.do puesto     | Lewis Hamilton              |                 |
| 5       | 7, 8 y 9 de agosto             | Gran Premio del 70.º Aniversario Circuito de Silverstone Longitud: 5,891 km Vueltas: 52 Distancia de carrera: 306,332 km Ganador 2019: Primera edición         | Libres 3             | Lewis Hamilton             | 3.er puesto     | Valtteri Bottas             |                 |
| 5       | 7, 8 y 9 de agosto             | Gran Premio del 70.º Aniversario Circuito de Silverstone Longitud: 5,891 km Vueltas: 52 Distancia de carrera: 306,332 km Ganador 2019: Primera edición         | Pole position        | Valtteri Bottas (1:25.154) | Vuelta rápida   | Lewis Hamilton (1:28.471)   |                 |
| 5       | 7, 8 y 9 de agosto             | Gran Premio del 70.º Aniversario Circuito de Silverstone Longitud: 5,891 km Vueltas: 52 Distancia de carrera: 306,332 km Ganador 2019: Primera edición         | Resultados completos |                            |                 |                             |                 |
| 6       | 14, 15 y 16 de agosto          | Gran Premio de España Circuito de Barcelona-Cataluña Longitud: 4,655 km Vueltas: 66 Distancia de carrera: 307,230 km Ganador 2019: Lewis Hamilton - Mercedes   |                      | Libres 1                   | Valtteri Bottas | Ganador                     | Lewis Hamilton  |
| 6       | 14, 15 y 16 de agosto          | Gran Premio de España Circuito de Barcelona-Cataluña Longitud: 4,655 km Vueltas: 66 Distancia de carrera: 307,230 km Ganador 2019: Lewis Hamilton - Mercedes   | Libres 2             | Lewis Hamilton             | 2.do puesto     | Max Verstappen              |                 |
| 6       | 14, 15 y 16 de agosto          | Gran Premio de España Circuito de Barcelona-Cataluña Longitud: 4,655 km Vueltas: 66 Distancia de carrera: 307,230 km Ganador 2019: Lewis Hamilton - Mercedes   | Libres 3             | Lewis Hamilton             | 3.er puesto     | Valtteri Bottas             |                 |
| 6       | 14, 15 y 16 de agosto          | Gran Premio de España Circuito de Barcelona-Cataluña Longitud: 4,655 km Vueltas: 66 Distancia de carrera: 307,230 km Ganador 2019: Lewis Hamilton - Mercedes   | Pole position        | Lewis Hamilton (1:15.584)  | Vuelta rápida   | Valtteri Bottas (1:18.183)  |                 |
| 6       | 14, 15 y 16 de agosto          | Gran Premio de España Circuito de Barcelona-Cataluña Longitud: 4,655 km Vueltas: 66 Distancia de carrera: 307,230 km Ganador 2019: Lewis Hamilton - Mercedes   | Resultados completos |                            |                 |                             |                 |
| 7       | 28, 29 y 30 de agosto          | Gran Premio de Bélgica Circuito de Spa-Francorchamps Longitud: 7,004 km Vueltas: 44 Distancia de carrera: 308,176 km Ganador 2019: Charles Leclerc - Ferrari   |                      | Libres 1                   | Valtteri Bottas | Ganador                     | Lewis Hamilton  |
| 7       | 28, 29 y 30 de agosto          | Gran Premio de Bélgica Circuito de Spa-Francorchamps Longitud: 7,004 km Vueltas: 44 Distancia de carrera: 308,176 km Ganador 2019: Charles Leclerc - Ferrari   | Libres 2             | Max Verstappen             | 2.do puesto     | Valtteri Bottas             |                 |
| 7       | 28, 29 y 30 de agosto          | Gran Premio de Bélgica Circuito de Spa-Francorchamps Longitud: 7,004 km Vueltas: 44 Distancia de carrera: 308,176 km Ganador 2019: Charles Leclerc - Ferrari   | Libres 3             | Lewis Hamilton             | 3.er puesto     | Max Verstappen              |                 |
| 7       | 28, 29 y 30 de agosto          | Gran Premio de Bélgica Circuito de Spa-Francorchamps Longitud: 7,004 km Vueltas: 44 Distancia de carrera: 308,176 km Ganador 2019: Charles Leclerc - Ferrari   | Pole position        | Lewis Hamilton (1:41.252)  | Vuelta rápida   | Daniel Ricciardo (1:47.483) |                 |
| 7       | 28, 29 y 30 de agosto          | Gran Premio de Bélgica Circuito de Spa-Francorchamps Longitud: 7,004 km Vueltas: 44 Distancia de carrera: 308,176 km Ganador 2019: Charles Leclerc - Ferrari   | Resultados completos |                            |                 |                             |                 |
| 8       | 4, 5 y 6 de septiembre         | Gran Premio de Italia Autodromo Nazionale di Monza Longitud: 5,793 km Vueltas: 53 Distancia de carrera: 307,029 km Ganador 2019: Charles Leclerc - Ferrari     |                      | Libres 1                   | Valtteri Bottas | Ganador                     | Pierre Gasly    |
| 8       | 4, 5 y 6 de septiembre         | Gran Premio de Italia Autodromo Nazionale di Monza Longitud: 5,793 km Vueltas: 53 Distancia de carrera: 307,029 km Ganador 2019: Charles Leclerc - Ferrari     | Libres 2             | Lewis Hamilton             | 2.do puesto     | Carlos Sainz Jr.            |                 |
| 8       | 4, 5 y 6 de septiembre         | Gran Premio de Italia Autodromo Nazionale di Monza Longitud: 5,793 km Vueltas: 53 Distancia de carrera: 307,029 km Ganador 2019: Charles Leclerc - Ferrari     | Libres 3             | Valtteri Bottas            | 3.er puesto     | Lance Stroll                |                 |
| 8       | 4, 5 y 6 de septiembre         | Gran Premio de Italia Autodromo Nazionale di Monza Longitud: 5,793 km Vueltas: 53 Distancia de carrera: 307,029 km Ganador 2019: Charles Leclerc - Ferrari     | Pole position        | Lewis Hamilton (1:18.887)  | Vuelta rápida   | Lewis Hamilton (1.22.746)   |                 |
| 8       | 4, 5 y 6 de septiembre         | Gran Premio de Italia Autodromo Nazionale di Monza Longitud: 5,793 km Vueltas: 53 Distancia de carrera: 307,029 km Ganador 2019: Charles Leclerc - Ferrari     | Resultados completos |                            |                 |                             |                 |
| 9       | 11, 12 y 13 de septiembre      | Gran Premio de la Toscana Autódromo Internacional del Mugello Longitud: 5,254 km Vueltas: 59 Distancia de carrera: 309,986 km Ganador 2019: Primera edición    |                      | Libres 1                   | Valtteri Bottas | Ganador                     | Lewis Hamilton  |
| 9       | 11, 12 y 13 de septiembre      | Gran Premio de la Toscana Autódromo Internacional del Mugello Longitud: 5,254 km Vueltas: 59 Distancia de carrera: 309,986 km Ganador 2019: Primera edición    | Libres 2             | Valtteri Bottas            | 2.do puesto     | Valtteri Bottas             |                 |
| 9       | 11, 12 y 13 de septiembre      | Gran Premio de la Toscana Autódromo Internacional del Mugello Longitud: 5,254 km Vueltas: 59 Distancia de carrera: 309,986 km Ganador 2019: Primera edición    | Libres 3             | Valtteri Bottas            | 3.er puesto     | Alexander Albon             |                 |
| 9       | 11, 12 y 13 de septiembre      | Gran Premio de la Toscana Autódromo Internacional del Mugello Longitud: 5,254 km Vueltas: 59 Distancia de carrera: 309,986 km Ganador 2019: Primera edición    | Pole position        | Lewis Hamilton (1:15.144)  | Vuelta rápida   | Lewis Hamilton (1:18.833)   |                 |
| 9       | 11, 12 y 13 de septiembre      | Gran Premio de la Toscana Autódromo Internacional del Mugello Longitud: 5,254 km Vueltas: 59 Distancia de carrera: 309,986 km Ganador 2019: Primera edición    | Resultados completos |                            |                 |                             |                 |
| 10      | 25, 26 y 27 de septiembre      | Gran Premio de Rusia Autódromo de Sochi Longitud: 5,848 km Vueltas: 53 Distancia de carrera: 309,944 km Ganador 2019: Lewis Hamilton - Mercedes                |                      | Libres 1                   | Valtteri Bottas | Ganador                     | Valtteri Bottas |
| 10      | 25, 26 y 27 de septiembre      | Gran Premio de Rusia Autódromo de Sochi Longitud: 5,848 km Vueltas: 53 Distancia de carrera: 309,944 km Ganador 2019: Lewis Hamilton - Mercedes                | Libres 2             | Valtteri Bottas            | 2.do puesto     | Max Verstappen              |                 |
| 10      | 25, 26 y 27 de septiembre      | Gran Premio de Rusia Autódromo de Sochi Longitud: 5,848 km Vueltas: 53 Distancia de carrera: 309,944 km Ganador 2019: Lewis Hamilton - Mercedes                | Libres 3             | Lewis Hamilton             | 3.er puesto     | Lewis Hamilton              |                 |
| 10      | 25, 26 y 27 de septiembre      | Gran Premio de Rusia Autódromo de Sochi Longitud: 5,848 km Vueltas: 53 Distancia de carrera: 309,944 km Ganador 2019: Lewis Hamilton - Mercedes                | Pole position        | Lewis Hamilton (1:31.304)  | Vuelta rápida   | Valtteri Bottas (1:37.030)  |                 |
| 10      | 25, 26 y 27 de septiembre      | Gran Premio de Rusia Autódromo de Sochi Longitud: 5,848 km Vueltas: 53 Distancia de carrera: 309,944 km Ganador 2019: Lewis Hamilton - Mercedes                | Resultados completos |                            |                 |                             |                 |
| 11      | 9, 10 y 11 de octubre          | Gran Premio de Eifel Nürburgring Longitud: 5,148 km Vueltas:60 Distancia de carrera: 308,880 km Ganador 2019: Primera edición                                  |                      | Libres 1                   | Cancelados      | Ganador                     | Lewis Hamilton  |
| 11      | 9, 10 y 11 de octubre          | Gran Premio de Eifel Nürburgring Longitud: 5,148 km Vueltas:60 Distancia de carrera: 308,880 km Ganador 2019: Primera edición                                  | Libres 2             | 2.do puesto                | Cancelados      | Max Verstappen              |                 |
| 11      | 9, 10 y 11 de octubre          | Gran Premio de Eifel Nürburgring Longitud: 5,148 km Vueltas:60 Distancia de carrera: 308,880 km Ganador 2019: Primera edición                                  | Libres 3             | Valtteri Bottas            | 3.er puesto     | Daniel Ricciardo            |                 |
| 11      | 9, 10 y 11 de octubre          | Gran Premio de Eifel Nürburgring Longitud: 5,148 km Vueltas:60 Distancia de carrera: 308,880 km Ganador 2019: Primera edición                                  | Pole position        | Valtteri Bottas (1:25.269) | Vuelta rápida   | Max Verstappen (1:28.139)   |                 |
| 11      | 9, 10 y 11 de octubre          | Gran Premio de Eifel Nürburgring Longitud: 5,148 km Vueltas:60 Distancia de carrera: 308,880 km Ganador 2019: Primera edición                                  | Resultados completos |                            |                 |                             |                 |
| 12      | 23, 24 y 25 de octubre         | Gran Premio de Portugal Autódromo Internacional do Algarve Longitud: 4,692 km Vueltas: 66 Distancia de carrera: 309,672 km Ganador 2019: No se disputó         |                      | Libres 1                   | Valtteri Bottas | Ganador                     | Lewis Hamilton  |
| 12      | 23, 24 y 25 de octubre         | Gran Premio de Portugal Autódromo Internacional do Algarve Longitud: 4,692 km Vueltas: 66 Distancia de carrera: 309,672 km Ganador 2019: No se disputó         | Libres 2             | Valtteri Bottas            | 2.do puesto     | Valtteri Bottas             |                 |
| 12      | 23, 24 y 25 de octubre         | Gran Premio de Portugal Autódromo Internacional do Algarve Longitud: 4,692 km Vueltas: 66 Distancia de carrera: 309,672 km Ganador 2019: No se disputó         | Libres 3             | Valtteri Bottas            | 3.er puesto     | Max Verstappen              |                 |
| 12      | 23, 24 y 25 de octubre         | Gran Premio de Portugal Autódromo Internacional do Algarve Longitud: 4,692 km Vueltas: 66 Distancia de carrera: 309,672 km Ganador 2019: No se disputó         | Pole position        | Lewis Hamilton (1:16.652)  | Vuelta rápida   | Lewis Hamilton (1:18.750)   |                 |
| 12      | 23, 24 y 25 de octubre         | Gran Premio de Portugal Autódromo Internacional do Algarve Longitud: 4,692 km Vueltas: 66 Distancia de carrera: 309,672 km Ganador 2019: No se disputó         | Resultados completos |                            |                 |                             |                 |
| 13      | 31 de octubre y 1 de noviembre | Gran Premio de Emilia-Romaña Autodromo Enzo e Dino Ferrari Longitud: 4,959 km Vueltas: 63 Distancia de carrera: 307,458 km Ganador 2019: Primera edición       |                      | Libres                     | Lewis Hamilton  | Ganador                     | Lewis Hamilton  |
| 13      | 31 de octubre y 1 de noviembre | Gran Premio de Emilia-Romaña Autodromo Enzo e Dino Ferrari Longitud: 4,959 km Vueltas: 63 Distancia de carrera: 307,458 km Ganador 2019: Primera edición       | 2.do puesto          | Libres                     | Lewis Hamilton  | Valtteri Bottas             |                 |
| 13      | 31 de octubre y 1 de noviembre | Gran Premio de Emilia-Romaña Autodromo Enzo e Dino Ferrari Longitud: 4,959 km Vueltas: 63 Distancia de carrera: 307,458 km Ganador 2019: Primera edición       | Pole position        | Valtteri Bottas (1:13.609) | 3.er puesto     | Daniel Ricciardo            |                 |
| 13      | 31 de octubre y 1 de noviembre | Gran Premio de Emilia-Romaña Autodromo Enzo e Dino Ferrari Longitud: 4,959 km Vueltas: 63 Distancia de carrera: 307,458 km Ganador 2019: Primera edición       | Pole position        | Valtteri Bottas (1:13.609) | Vuelta rápida   | Lewis Hamilton (1:15.484)   |                 |
| 13      | 31 de octubre y 1 de noviembre | Gran Premio de Emilia-Romaña Autodromo Enzo e Dino Ferrari Longitud: 4,959 km Vueltas: 63 Distancia de carrera: 307,458 km Ganador 2019: Primera edición       | Resultados completos |                            |                 |                             |                 |
| 14      | 13, 14 y 15 de noviembre       | Gran Premio de Turquía Circuito de Estambul Longitud: 5,340 km Vueltas: 58 Distancia de carrera: 309,720 km Ganador 2019: No se disputó                        |                      | Libres 1                   | Max Verstappen  | Ganador                     | Lewis Hamilton  |
| 14      | 13, 14 y 15 de noviembre       | Gran Premio de Turquía Circuito de Estambul Longitud: 5,340 km Vueltas: 58 Distancia de carrera: 309,720 km Ganador 2019: No se disputó                        | Libres 2             | Max Verstappen             | 2.do puesto     | Sergio Pérez                |                 |
| 14      | 13, 14 y 15 de noviembre       | Gran Premio de Turquía Circuito de Estambul Longitud: 5,340 km Vueltas: 58 Distancia de carrera: 309,720 km Ganador 2019: No se disputó                        | Libres 3             | Max Verstappen             | 3.er puesto     | Sebastian Vettel            |                 |
| 14      | 13, 14 y 15 de noviembre       | Gran Premio de Turquía Circuito de Estambul Longitud: 5,340 km Vueltas: 58 Distancia de carrera: 309,720 km Ganador 2019: No se disputó                        | Pole position        | Lance Stroll (1:47.765)    | Vuelta rápida   | Lando Norris (1:36.806)     |                 |
| 14      | 13, 14 y 15 de noviembre       | Gran Premio de Turquía Circuito de Estambul Longitud: 5,340 km Vueltas: 58 Distancia de carrera: 309,720 km Ganador 2019: No se disputó                        | Resultados completos |                            |                 |                             |                 |
| 15      | 27, 28 y 29 de noviembre       | Gran Premio de Baréin Circuito Internacional de Baréin Longitud: 5,412 km Vueltas: 57 Distancia de carrera: 308,238 km Ganador 2019: Lewis Hamilton - Mercedes |                      | Libres 1                   | Lewis Hamilton  | Ganador                     | Lewis Hamilton  |
| 15      | 27, 28 y 29 de noviembre       | Gran Premio de Baréin Circuito Internacional de Baréin Longitud: 5,412 km Vueltas: 57 Distancia de carrera: 308,238 km Ganador 2019: Lewis Hamilton - Mercedes | Libres 2             | Lewis Hamilton             | 2.do puesto     | Max Verstappen              |                 |
| 15      | 27, 28 y 29 de noviembre       | Gran Premio de Baréin Circuito Internacional de Baréin Longitud: 5,412 km Vueltas: 57 Distancia de carrera: 308,238 km Ganador 2019: Lewis Hamilton - Mercedes | Libres 3             | Max Verstappen             | 3.er puesto     | Alexander Albon             |                 |
| 15      | 27, 28 y 29 de noviembre       | Gran Premio de Baréin Circuito Internacional de Baréin Longitud: 5,412 km Vueltas: 57 Distancia de carrera: 308,238 km Ganador 2019: Lewis Hamilton - Mercedes | Pole position        | Lewis Hamilton (1:27.264)  | Vuelta rápida   | Max Verstappen (1:32.014)   |                 |
| 15      | 27, 28 y 29 de noviembre       | Gran Premio de Baréin Circuito Internacional de Baréin Longitud: 5,412 km Vueltas: 57 Distancia de carrera: 308,238 km Ganador 2019: Lewis Hamilton - Mercedes | Resultados completos |                            |                 |                             |                 |
| 16      | 4, 5 y 6 de diciembre          | Gran Premio de Sakhir Circuito Internacional de Baréin Longitud: 3,543 km Vueltas: 87 Distancia de carrera: 308,241 km Ganador 2019: Primera edición           |                      | Libres 1                   | George Russell  | Ganador                     | Sergio Pérez    |
| 16      | 4, 5 y 6 de diciembre          | Gran Premio de Sakhir Circuito Internacional de Baréin Longitud: 3,543 km Vueltas: 87 Distancia de carrera: 308,241 km Ganador 2019: Primera edición           | Libres 2             | George Russell             | 2.do puesto     | Esteban Ocon                |                 |
| 16      | 4, 5 y 6 de diciembre          | Gran Premio de Sakhir Circuito Internacional de Baréin Longitud: 3,543 km Vueltas: 87 Distancia de carrera: 308,241 km Ganador 2019: Primera edición           | Libres 3             | Max Verstappen             | 3.er puesto     | Lance Stroll                |                 |
| 16      | 4, 5 y 6 de diciembre          | Gran Premio de Sakhir Circuito Internacional de Baréin Longitud: 3,543 km Vueltas: 87 Distancia de carrera: 308,241 km Ganador 2019: Primera edición           | Pole position        | Valtteri Bottas (53.377)   | Vuelta rápida   | George Russell (55.404)     |                 |
| 16      | 4, 5 y 6 de diciembre          | Gran Premio de Sakhir Circuito Internacional de Baréin Longitud: 3,543 km Vueltas: 87 Distancia de carrera: 308,241 km Ganador 2019: Primera edición           | Resultados completos |                            |                 |                             |                 |
| 17      | 11, 12 y 13 de diciembre       | Gran Premio de Abu Dabi Circuito Yas Marina Longitud: 5,554 km Vueltas: 55 Distancia de carrera: 305,355 km Ganador 2019: Lewis Hamilton - Mercedes            |                      | Libres 1                   | Max Verstappen  | Ganador                     | Max Verstappen  |
| 17      | 11, 12 y 13 de diciembre       | Gran Premio de Abu Dabi Circuito Yas Marina Longitud: 5,554 km Vueltas: 55 Distancia de carrera: 305,355 km Ganador 2019: Lewis Hamilton - Mercedes            | Libres 2             | Valtteri Bottas            | 2.do puesto     | Valtteri Bottas             |                 |
| 17      | 11, 12 y 13 de diciembre       | Gran Premio de Abu Dabi Circuito Yas Marina Longitud: 5,554 km Vueltas: 55 Distancia de carrera: 305,355 km Ganador 2019: Lewis Hamilton - Mercedes            | Libres 3             | Max Verstappen             | 3.er puesto     | Lewis Hamilton              |                 |
| 17      | 11, 12 y 13 de diciembre       | Gran Premio de Abu Dabi Circuito Yas Marina Longitud: 5,554 km Vueltas: 55 Distancia de carrera: 305,355 km Ganador 2019: Lewis Hamilton - Mercedes            | Pole position        | Max Verstappen (1:35.246)  | Vuelta rápida   | Daniel Ricciardo (1:40.926) |                 |
| 17      | 11, 12 y 13 de diciembre       | Gran Premio de Abu Dabi Circuito Yas Marina Longitud: 5,554 km Vueltas: 55 Distancia de carrera: 305,355 km Ganador 2019: Lewis Hamilton - Mercedes            | Resultados completos |                            |                 |                             |                 |
| Fuente: |                                | |                      |                            |                 |                             |                 |

## Clasificaciones

### Puntuaciones
| Posición | 1.º | 2.º | 3.º | 4.º | 5.º | 6.º | 7.º | 8.º | 9.º | 10.º | VR |
| Puntos   | 25  | 18  | 15  | 12  | 10  | 8   | 6   | 4   | 2   | 1    | 1  |

### Campeonato de Pilotos
| Pos. | N.º | Piloto             | AUT | EST | HUN | GBR | 70A | ESP | BEL | ITA | TOS | RUS | EIF | POR | EMI | TUR | BHR | SAK | ABU | Puntos |
| ---- | --- | ------------------ | --- | --- | --- | --- | --- | --- | --- | --- | --- | --- | --- | --- | --- | --- | --- | --- | --- | ------ |
| 1    | 44  | Lewis Hamilton     | 4   | 1   | 1   | 1   | 2   | 1   | 1   | 7   | 1   | 3   | 1   | 1   | 1   | 1   | 1   |     | 3   | 347    |
| 2    | 77  | Valtteri Bottas    | 1   | 2   | 3   | 11  | 3   | 3   | 2   | 5   | 2   | 1   | Ret | 2   | 2   | 14  | 8   | 8   | 2   | 223    |
| 3    | 33  | Max Verstappen     | Ret | 3   | 2   | 2   | 1   | 2   | 3   | Ret | Ret | 2   | 2   | 3   | Ret | 6   | 2   | Ret | 1   | 214    |
| 4    | 11  | Sergio Pérez       | 6   | 6   | 7   | WD  | WD  | 5   | 10  | 10  | 5   | 4   | 4   | 7   | 6   | 2   | 18† | 1   | Ret | 125    |
| 5    | 3   | Daniel Ricciardo   | Ret | 8   | 8   | 4   | 14  | 11  | 4   | 6   | 4   | 5   | 3   | 9   | 3   | 10  | 7   | 5   | 7   | 119    |
| 6    | 55  | Carlos Sainz Jr.   | 5   | 9   | 9   | 13  | 13  | 6   | DNS | 2   | Ret | Ret | 5   | 6   | 7   | 5   | 5   | 4   | 6   | 105    |
| 7    | 23  | Alexander Albon    | 13† | 4   | 5   | 8   | 5   | 8   | 6   | 15  | 3   | 10  | Ret | 12  | 15  | 7   | 3   | 6   | 4   | 105    |
| 8    | 16  | Charles Leclerc    | 2   | Ret | 11  | 3   | 4   | Ret | 14  | Ret | 8   | 6   | 7   | 4   | 5   | 4   | 10  | Ret | 13  | 98     |
| 9    | 4   | Lando Norris       | 3   | 5   | 13  | 5   | 9   | 10  | 7   | 4   | 6   | 15  | Ret | 13  | 8   | 8   | 4   | 10  | 5   | 97     |
| 10   | 10  | Pierre Gasly       | 7   | 15  | Ret | 7   | 11  | 9   | 8   | 1   | Ret | 9   | 6   | 5   | Ret | 13  | 6   | 11  | 8   | 75     |
| 11   | 18  | Lance Stroll       | Ret | 7   | 4   | 9   | 6   | 4   | 9   | 3   | Ret | Ret | WD  | Ret | 13  | 9   | Ret | 3   | 10  | 75     |
| 12   | 31  | Esteban Ocon       | 8   | Ret | 14  | 6   | 8   | 13  | 5   | 8   | Ret | 7   | Ret | 8   | Ret | 11  | 9   | 2   | 9   | 62     |
| 13   | 5   | Sebastian Vettel   | 10  | Ret | 6   | 10  | 12  | 7   | 13  | Ret | 10  | 13  | 11  | 10  | 12  | 3   | 13  | 12  | 14  | 33     |
| 14   | 26  | Daniil Kvyat       | 12† | 10  | 12  | Ret | 10  | 12  | 11  | 9   | 7   | 8   | 15  | 19  | 4   | 12  | 11  | 7   | 11  | 32     |
| 15   | 27  | Nico Hülkenberg    |     |     |     | DNS | 7   |     |     |     |     |     | 8   |     |     |     |     |     |     | 10     |
| 16   | 7   | Kimi Räikkönen     | Ret | 11  | 15  | 17  | 15  | 14  | 12  | 13  | 9   | 14  | 12  | 11  | 9   | 15  | 15  | 14  | 12  | 4      |
| 17   | 99  | Antonio Giovinazzi | 9   | 14  | 17  | 14  | 17  | 16  | Ret | 16  | Ret | 11  | 10  | 15  | 10  | Ret | 16  | 13  | 16  | 4      |
| 18   | 63  | George Russell     | Ret | 16  | 18  | 12  | 18  | 17  | Ret | 14  | 11  | 18  | Ret | 14  | Ret | 16  | 12  | 9   | 15  | 3      |
| 19   | 8   | Romain Grosjean    | Ret | 13  | 16  | 16  | 16  | 19  | 15  | 12  | 12  | 17  | 9   | 17  | 14  | Ret | Ret |     |     | 2      |
| 20   | 20  | Kevin Magnussen    | Ret | 12  | 10  | Ret | Ret | 15  | 17  | Ret | Ret | 12  | 13  | 16  | Ret | 17† | 17  | 15  | 18  | 1      |
| 21   | 6   | Nicholas Latifi    | 11  | 17  | 19  | 15  | 19  | 18  | 16  | 11  | Ret | 16  | 14  | 18  | 11  | Ret | 14  | Ret | 17  | 0      |
| 22   | 89  | Jack Aitken        |     |     |     |     |     |     |     |     |     |     |     |     |     |     |     | 16  |     | 0      |
| 23   | 51  | Pietro Fittipaldi  |     |     |     |     |     |     |     |     |     |     |     |     |     |     |     | 17  | 19  | 0      |
| Pos. | N.º | Piloto             | AUT | EST | HUN | GBR | 70A | ESP | BEL | ITA | TOS | RUS | EIF | POR | EMI | TUR | BHR | SAK | ABU | Puntos |

| Color      | Resultado                          |
| ---------- | ---------------------------------- |
| Oro        | Ganador                            |
| Plata      | 2.º puesto                         |
| Bronce     | 3.er puesto                        |
| Verde      | Finalizó en los puntos             |
| Azul       | Finalizó sin puntos                |
| Azul       | NC - No clasificado                |
| Violeta    | Ret - No terminó                   |
| Rojo       | DNQ - No se clasificó              |
| Rojo       | DNPQ - No se preclasificó          |
| Negro      | DSQ - Descalificado                |
| Blanco     | DNS - No empezó                    |
| Blanco     | WD - Retirado                      |
| Blanco     | C - Carrera cancelada              |
| Azul claro | TD - Entrenamientos libres (2003-) |
| Sin color  | DNP - Inscrito, pero no participó  |
| Sin color  | INJ - Inscrito, pero lesionado     |
| Sin color  | EX - Excluido                      |

| Estado  | Resultado                                                                             |
| ------- | ------------------------------------------------------------------------------------- |
| Negrita | Pole position                                                                         |
| Cursiva | Vuelta rápida                                                                         |
| 1-8     | Posiciones puntuables de clasificación sprint (2021-)                                 |
| †       | No acabó el Gran Premio, pero fue clasificado ya que completó el porcentaje necesario |
| ‡       | Monoplaza compartido                                                                  |
| ~       | Se otorgó la mitad de puntos ya que no se cumplió con el 75% de la carrera            |
| ≠       | No obtuvo puntos ya que era piloto invitado                                           |
| F2      | Inscrito para carrera de Fórmula 2, no sumaba puntos                                  |

Fuente: Fórmula 1.

### Campeonato de Constructores
| Pos. | Constructor               | N.º | AUT | EST | HUN | GBR | 70A | ESP | BEL | ITA | TOS | RUS | EIF | POR | EMI | TUR | BHR | SAK | ABU | Puntos    |
| ---- | ------------------------- | --- | --- | --- | --- | --- | --- | --- | --- | --- | --- | --- | --- | --- | --- | --- | --- | --- | --- | --------- |
| 1    | Mercedes                  | 44  | 4   | 1   | 1   | 1   | 2   | 1   | 1   | 7   | 1   | 3   | 1   | 1   | 1   | 1   | 1   |     | 3   | 573       |
| 1    | Mercedes                  | 63  |     |     |     |     |     |     |     |     |     |     |     |     |     |     |     | 9   |     | 573       |
| 1    | Mercedes                  | 77  | 1   | 2   | 3   | 11  | 3   | 3   | 2   | 5   | 2   | 1   | Ret | 2   | 2   | 14  | 8   | 8   | 2   | 573       |
| 2    | Red Bull-Honda            | 23  | 13† | 4   | 5   | 8   | 5   | 8   | 6   | 15  | 3   | 10  | Ret | 12  | 15  | 7   | 3   | 6   | 4   | 319       |
| 2    | Red Bull-Honda            | 33  | Ret | 3   | 2   | 2   | 1   | 2   | 3   | Ret | Ret | 2   | 2   | 3   | Ret | 6   | 2   | Ret | 1   | 319       |
| 3    | McLaren-Renault           | 4   | 3   | 5   | 13  | 5   | 9   | 10  | 7   | 4   | 6   | 15  | Ret | 13  | 8   | 8   | 4   | 10  | 5   | 202       |
| 3    | McLaren-Renault           | 55  | 5   | 9   | 9   | 13  | 13  | 6   | DNS | 2   | Ret | Ret | 5   | 6   | 7   | 5   | 5   | 4   | 6   | 202       |
| 4    | Racing Point-BWT Mercedes | 11  | 6   | 6   | 7   | WD  | WD  | 5   | 10  | 10  | 5   | 4   | 4   | 7   | 6   | 2   | 18† | 1   | Ret | 195 (210) |
| 4    | Racing Point-BWT Mercedes | 18  | Ret | 7   | 4   | 9   | 6   | 4   | 9   | 3   | Ret | Ret | WD  | Ret | 13  | 9   | Ret | 3   | 10  | 195 (210) |
| 4    | Racing Point-BWT Mercedes | 27  |     |     |     | DNS | 7   |     |     |     |     |     | 8   |     |     |     |     |     |     | 195 (210) |
| 5    | Renault                   | 3   | Ret | 8   | 8   | 4   | 14  | 11  | 4   | 6   | 4   | 5   | 3   | 9   | 3   | 10  | 7   | 5   | 7   | 181       |
| 5    | Renault                   | 31  | 8   | Ret | 14  | 6   | 8   | 13  | 5   | 8   | Ret | 7   | Ret | 8   | Ret | 11  | 9   | 2   | 9   | 181       |
| 6    | Ferrari                   | 5   | 10  | Ret | 6   | 10  | 12  | 7   | 13  | Ret | 10  | 13  | 11  | 10  | 12  | 3   | 13  | 12  | 14  | 131       |
| 6    | Ferrari                   | 16  | 2   | Ret | 11  | 3   | 4   | Ret | 14  | Ret | 8   | 6   | 7   | 4   | 5   | 4   | 10  | Ret | 13  | 131       |
| 7    | AlphaTauri-Honda          | 10  | 7   | 15  | Ret | 7   | 11  | 9   | 8   | 1   | Ret | 9   | 6   | 5   | Ret | 13  | 6   | 11  | 8   | 107       |
| 7    | AlphaTauri-Honda          | 26  | 12† | 10  | 12  | Ret | 10  | 12  | 11  | 9   | 7   | 8   | 15  | 19  | 4   | 12  | 11  | 7   | 11  | 107       |
| 8    | Alfa Romeo-Ferrari        | 7   | Ret | 11  | 15  | 17  | 15  | 14  | 12  | 13  | 9   | 14  | 12  | 11  | 9   | 15  | 15  | 14  | 12  | 8         |
| 8    | Alfa Romeo-Ferrari        | 99  | 9   | 14  | 17  | 14  | 17  | 16  | Ret | 16  | Ret | 11  | 10  | 15  | 10  | Ret | 16  | 13  | 16  | 8         |
| 9    | Haas-Ferrari              | 8   | Ret | 13  | 16  | 16  | 16  | 19  | 15  | 12  | 12  | 17  | 9   | 17  | 14  | Ret | Ret |     |     | 3         |
| 9    | Haas-Ferrari              | 20  | Ret | 12  | 10  | Ret | Ret | 15  | 17  | Ret | Ret | 12  | 13  | 16  | Ret | 17† | 17  | 15  | 18  | 3         |
| 9    | Haas-Ferrari              | 51  |     |     |     |     |     |     |     |     |     |     |     |     |     |     |     | 17  | 19  | 3         |
| 10   | Williams-Mercedes         | 6   | 11  | 17  | 19  | 15  | 19  | 18  | 16  | 11  | Ret | 16  | 14  | 18  | 11  | Ret | 14  | Ret | 17  | 0         |
| 10   | Williams-Mercedes         | 63  | Ret | 16  | 18  | 12  | 18  | 17  | Ret | 14  | 11  | 18  | Ret | 14  | Ret | 16  | 12  |     | 15  | 0         |
| 10   | Williams-Mercedes         | 89  |     |     |     |     |     |     |     |     |     |     |     |     |     |     |     | 16  |     | 0         |
| Pos. | Constructor               | N.º | AUT | EST | HUN | GBR | 70A | ESP | BEL | ITA | TOS | RUS | EIF | POR | EMI | TUR | BHR | SAK | ABU | Puntos    |

| Color      | Resultado                          |
| ---------- | ---------------------------------- |
| Oro        | Ganador                            |
| Plata      | 2.º puesto                         |
| Bronce     | 3.er puesto                        |
| Verde      | Finalizó en los puntos             |
| Azul       | Finalizó sin puntos                |
| Azul       | NC - No clasificado                |
| Violeta    | Ret - No terminó                   |
| Rojo       | DNQ - No se clasificó              |
| Rojo       | DNPQ - No se preclasificó          |
| Negro      | DSQ - Descalificado                |
| Blanco     | DNS - No empezó                    |
| Blanco     | WD - Retirado                      |
| Blanco     | C - Carrera cancelada              |
| Azul claro | TD - Entrenamientos libres (2003-) |
| Sin color  | DNP - Inscrito, pero no participó  |
| Sin color  | INJ - Inscrito, pero lesionado     |
| Sin color  | EX - Excluido                      |

| Estado  | Resultado                                                                             |
| ------- | ------------------------------------------------------------------------------------- |
| Negrita | Pole position                                                                         |
| Cursiva | Vuelta rápida                                                                         |
| 1-8     | Posiciones puntuables de clasificación sprint (2021-)                                 |
| †       | No acabó el Gran Premio, pero fue clasificado ya que completó el porcentaje necesario |
| ‡       | Monoplaza compartido                                                                  |
| ~       | Se otorgó la mitad de puntos ya que no se cumplió con el 75% de la carrera            |
| ≠       | No obtuvo puntos ya que era piloto invitado                                           |
| F2      | Inscrito para carrera de Fórmula 2, no sumaba puntos                                  |

Fuente: Fórmula 1.
- Racing Point-BWT Mercedes perdió 15 puntos después que se comprobase la ilegalidad de los conductos de freno.[84]

### Estadísticas del Campeonato de Pilotos
| Pos. | Piloto             | Escudería         | Grandes Premios | Victorias | Podios | Poles | Vueltas rápidas | Puntos |
| ---- | ------------------ | ----------------- | --------------- | --------- | ------ | ----- | --------------- | ------ |
| 1    | Lewis Hamilton     | Mercedes          | 16              | 11        | 14     | 10    | 6               | 347    |
| 2    | Valtteri Bottas    | Mercedes          | 17              | 2         | 11     | 5     | 2               | 223    |
| 3    | Max Verstappen     | Red Bull          | 17              | 2         | 11     | 1     | 3               | 214    |
| 4    | Sergio Pérez       | Racing Point      | 15              | 1         | 2      |       |                 | 125    |
| 5    | Daniel Ricciardo   | Renault           | 17              |           | 2      |       | 2               | 119    |
| 6    | Carlos Sainz Jr.   | McLaren           | 17 (16)         |           | 1      |       | 1               | 105    |
| 7    | Alexander Albon    | Red Bull          | 17              |           | 2      |       |                 | 105    |
| 8    | Charles Leclerc    | Ferrari           | 17              |           | 2      |       |                 | 98     |
| 9    | Lando Norris       | McLaren           | 17              |           | 1      |       | 2               | 97     |
| 10   | Pierre Gasly       | AlphaTauri        | 17              | 1         | 1      |       |                 | 75     |
| 11   | Lance Stroll       | Racing Point      | 16              |           | 2      | 1     |                 | 75     |
| 12   | Esteban Ocon       | Renault           | 17              |           | 1      |       |                 | 62     |
| 13   | Sebastian Vettel   | Ferrari           | 17              |           | 1      |       |                 | 33     |
| 14   | Daniil Kvyat       | AlphaTauri        | 17              |           |        |       |                 | 32     |
| 15   | Nico Hülkenberg    | Racing Point      | 3 (2)           |           |        |       |                 | 10     |
| 16   | Kimi Räikkönen     | Alfa Romeo        | 17              |           |        |       |                 | 4      |
| 17   | Antonio Giovinazzi | Alfa Romeo        | 17              |           |        |       |                 | 4      |
| 18   | George Russell     | Williams Mercedes | 17              |           |        |       | 1               | 3      |
| 19   | Romain Grosjean    | Haas              | 15              |           |        |       |                 | 2      |
| 20   | Kevin Magnussen    | Haas              | 17              |           |        |       |                 | 1      |
| 21   | Nicholas Latifi    | Williams          | 17              |           |        |       |                 | 0      |
| 22   | Jack Aitken        | Williams          | 1               |           |        |       |                 | 0      |
| 23   | Pietro Fittipaldi  | Haas              | 2               |           |        |       |                 | 0      |

### Estadísticas del Campeonato de Constructores
| Pos. | Constructor  | Chasis | Motor        | Grandes Premios | Victorias | Podios | Poles | Vueltas rápidas | Puntos    |
| ---- | ------------ | ------ | ------------ | --------------- | --------- | ------ | ----- | --------------- | --------- |
| 1    | Mercedes     | W11    | Mercedes     | 17              | 13        | 25     | 15    | 9               | 573       |
| 2    | Red Bull     | RB16   | Honda        | 17              | 2         | 13     | 1     | 3               | 319       |
| 3    | McLaren      | MCL35  | Renault      | 17              |           | 2      |       | 3               | 202       |
| 4    | Racing Point | RP20   | BWT Mercedes | 17              | 1         | 4      | 1     |                 | 195 (210) |
| 5    | Renault      | R.S.20 | Renault      | 17              |           | 3      |       | 2               | 181       |
| 6    | Ferrari      | SF1000 | Ferrari      | 17              |           | 3      |       |                 | 131       |
| 7    | AlphaTauri   | AT01   | Honda        | 17              | 1         | 1      |       |                 | 107       |
| 8    | Alfa Romeo   | C39    | Ferrari      | 17              |           |        |       |                 | 8         |
| 9    | Haas         | VF-20  | Ferrari      | 17              |           |        |       |                 | 3         |
| 10   | Williams     | FW43   | Mercedes     | 17              |           |        |       |                 | 0         |

### Citas
1. ↑  https://www.formula1.com/en/latest/article.diary-dates-the-2020-f1-calendar-pre-season-testing-details-and-f1-car.OVjDBOcx61q0HtYFZq7hH.html
2. ↑  «Lewis Hamilton se coronó campeón de la Fórmula 1 en el GP de Turquía y alcanzó el histórico récord de Michael Schumacher». Infobae. 15 de noviembre de 2020. Consultado el 15 de noviembre de 2020.
3. ↑  Ruiz, José Luis (1 de noviembre de 2020). «Mercedes, el mejor de la historia». Marca. Consultado el 15 de noviembre de 2020.
4. ↑  «Entry List 2020 | Fédération Internationale de I'Automobile». Fédération Internationale de I'Automobile (en inglés). Consultado el 20 de febrero de 2020.
5. ↑  «2020 • STATS F1». STATS F1. Consultado el 19 de noviembre de 2019.
6. ↑  «Lewis Hamilton renueva con Mercedes hasta el 2020». La Nación. 19 de julio de 2018. Consultado el 20 de julio de 2018.
7. ↑  «Full line-up: Every driver taking part in the Abu Dhabi post-season test». Fórmula 1 (en inglés). Formula One World Championship Limited. 15 de diciembre de 2020. Consultado el 15 de diciembre de 2020.
8. 1 2 3  «George Russell sustituirá a Hamilton en Mercedes en el GP de Sakhir». El Español. 2 de diciembre de 2020. Consultado el 2 de diciembre de 2020.
9. ↑  Muñoz, Juan (29 de agosto de 2019). «Mercedes confirma a Bottas como compañero de Hamilton para 2020». motor.es. Consultado el 29 de agosto de 2019.
10. 1 2  «GALERÍA: el nuevo Ferrari SF1000 2020». lat.motorsport.com. Consultado el 11 de febrero de 2020.
11. ↑  Agencia EFE (26 de agosto de 2017). «Vettel renueva tres años con Ferrari». W Radio. Archivado desde el original el 22 de julio de 2018. Consultado el 26 de agosto de 2017.
12. ↑  Cooper, Adam (17 de septiembre de 2018). «Ferrari fichó a Leclerc hasta al menos 2022». es.motorsport.com. Consultado el 19 de septiembre de 2018.
13. 1 2  «Así suena el nuevo motor Honda en el primer monoplaza de Alpha Tauri». Motor.es. 9 de febrero de 2020. Consultado el 9 de febrero de 2020.
14. ↑  Miner, Asier (12 de noviembre de 2019). «OFICIAL: Alexander Albon renueva con Red Bull para 2020». MomentoGP.com. Consultado el 12 de noviembre de 2019.
15. ↑  «Verstappen continuará con Red Bull hasta 2020». motorsport.com. 20 de octubre de 2017. Consultado el 20 de octubre de 2017.
16. 1 2  Balseiro, Jesús (9 de julio de 2019). «McLaren ataja los rumores y confirma sus pilotos para 2020». AS. Consultado el 16 de julio de 2019.
17. ↑  «Daniel Ricciardo dejará Red Bull a final de temporada y firmará con Renault por dos años». El Mundo. 3 de agosto de 2018. Consultado el 3 de agosto de 2018.
18. ↑  Muñoz, Juan (29 de agosto de 2019). «Esteban Ocon, piloto oficial de Renault para 2020». motor.es. Consultado el 29 de agosto de 2019.
19. ↑  «SCUDERIA ALPHATAURI HONDA REVEALS NEW FORMULA ONE CAR». RedBullContentPool.com (en inglés). Red Bull GmbH. 11 de febrero de 2020. Consultado el 11 de febrero de 2020.
20. 1 2  Martínez, Sergio (12 de noviembre de 2019). «Toro Rosso acaba con el misterio y anuncia su alineación para 2020». Car and Driver. Consultado el 12 de noviembre de 2019.
21. ↑  Chuvieco Álvarez, Francisco (8 de marzo de 2019). «Racing Point ya trabaja en el F1 de 2020 para dar un gran salto». AS. Consultado el 19 de julio de 2019.
22. 1 2  «Racing Point: Lance Stroll and Sergio Perez confirmed for 2020 season» (en inglés británico). 31 de octubre de 2019.
23. ↑  «Fórmula 1: Nico Hülkenberg será el reemplazante de Checo Pérez en Racing Point en Silverstone». Clarín. 31 de julio de 2020. Consultado el 31 de julio de 2020.
24. ↑  «Raikkonen vuelve a Sauber en 2019». lat.motorsport.com. Consultado el 16 de julio de 2019.
25. ↑  Balseiro, Jesús (18 de febrero de 2020). «La primera parrilla de 2020». As. Consultado el 19 de febrero de 2020.
26. ↑  Muñoz, Juan (25 de febrero de 2020). «Alineación de pilotos para los test de pretemporada de F1 en Barcelona». Motor.es. Consultado el 26 de febrero de 2020.
27. ↑  Vázquez, Ana (4 de noviembre de 2019). «OFICIAL: Alfa Romeo renueva a Antonio Giovinazzi para 2020». SoyMotor.com. Consultado el 4 de noviembre de 2019.
28. ↑  «Haas descarta abandonar la F1 por una mala temporada». SoyMotor.com. Consultado el 19 de julio de 2020.
29. ↑  Khorounzhiy, Valentin (19 de septiembre de 2019). «Haas renueva a Grosjean para 2020». es.motorsport.com. Consultado el 19 de septiembre de 2019.
30. ↑  «Haas señala tres candidatos para acompañar a Magnussen en 2020». es.motorsport.com. 20 de agosto de 2019. Consultado el 29 de agosto de 2020.
31. ↑  «Fórmula 1: Pietro Fittipaldi será el sustituto de Grosjean en Sakhir». Fórmula 1. 30 de noviembre de 2020. Consultado el 30 de noviembre de 2020.
32. ↑  Cooper, Adam (10 de julio de 2019). «Williams dice que su FW42 es una buena base para 2020». Motorsport.com. Consultado el 19 de julio de 2019.
33. ↑  Cooper, Adam (28 de noviembre de 2019). «Oficial: Latifi correrá con Williams en 2020». es.motorsport.com. Consultado el 28 de noviembre de 2019.
34. ↑  «Balance 2020 • STATS F1». STATS F1. Consultado el 11 de julio de 2020.
35. ↑  Cooper, Adam (24 de agosto de 2019). «Russell: "Firmé por tres años con Williams y no veo razón para no cumplirlos"». es.motorsport.com. Consultado el 30 de agosto de 2019.
36. ↑  «Esteban Ocon reemplazará a Nico Hülkenberg en Renault F1 Team en 2020». www.f1latam.com. Consultado el 6 de agosto de 2020.
37. ↑  «Williams Racing confirma a Nicholas Latifi como piloto titular para 2020». www.f1latam.com. Consultado el 6 de agosto de 2020.
38. ↑  «Checo Pérez se perderá dos Grandes Premios por el coronavirus». MARCA Claro Usa. 30 de julio de 2020. Consultado el 6 de agosto de 2020.
39. ↑  Amarilla, Doble. «El alemán Nico Hulkenberg reemplaza a Sergio Pérez tras su positivo de coronavirus». Doble Amarilla. Consultado el 6 de agosto de 2020.
40. ↑  «Hulkenberg reemplaza a Stroll en Nurburgring». RioNegro.com.ar. 10 de octubre de 2020. Consultado el 10 de octubre de 2020.
41. ↑  1, Fórmula. «El piloto reserva de Haas Pietro Fittipaldi sustituirá al lesionado Grosjean en Sakhir». Fórmula 1. Consultado el 30 de noviembre de 2020.
42. ↑  «BREAKING: Hamilton ruled out of Sakhir Grand Prix after testing positive for Covid-19». Fórmula 1 (en inglés). Formula One World Championship Limited. 1 de diciembre de 2020. Consultado el 1 de diciembre de 2020.
43. ↑  «Hamilton to make Mercedes return in Abu Dhabi after testing Covid-negative, with Russell heading back to Williams». Fórmula 1 (en inglés). Formula One World Championship Limited. 10 de diciembre de 2020. Consultado el 10 de diciembre de 2020.
44. ↑  «Aprobado el cambio de nombre de Toro Rosso a Alpha Tauri». SoyMotor.com. Consultado el 17 de octubre de 2019.
45. ↑  Sagalés, Xarly (1 de enero de 2020). «Alfa Romeo anuncia la llegada de Kubica y PKN Orlen». Car and Driver. Consultado el 1 de enero de 2020.
46. ↑  Kalinauckas, Álex (17 de febrero de 2020). «Racing Point se presenta con BWT como patrocinador principal». lat.motorsport.com. Consultado el 17 de febrero de 2020.
47. ↑  «Renault presenta su nueva decoración, pero Ricciardo y Ocon no van a la rueda de prensa». Marca.com. 11 de marzo de 2020. Consultado el 12 de marzo de 2020.
48. ↑  Vázquez, Ana (29 de mayo de 2020). «Williams estudia la venta del equipo; rompe con ROKiT». SoyMotor.com. Consultado el 31 de mayo de 2020.
49. ↑  «Haas VF-20: se develó el primer vehículo de la nueva temporada». www.ellitoral.com. Consultado el 16 de febrero de 2020.
50. ↑  GPfans.com. «Ricciardo: Experience makes things easier at Renault». GPfans (en inglés). Consultado el 16 de febrero de 2020.
51. ↑  «Fórmula 1 2020: Presentaciones, test pretemporada y calendario». SoyMotor.com. Consultado el 14 de enero de 2020.
52. ↑  «La F1 tendrá menos test en 2020... pero Barcelona seguirá siendo sede». es.motorsport.com. Consultado el 29 de agosto de 2019.
53. ↑  Baldwin, Alan (19 de febrero de 2020). «Hamilton lidera primera práctica de pretemporada en la F1; "Checo" Pérez segundo». Infobae. Consultado el 21 de febrero de 2020.
54. ↑  «Kimi Räikkönen, mejor tiempo y KO en la segunda jornada de test en Montmeló». www.f1aldia.com. Consultado el 21 de febrero de 2020.
55. ↑  Baldwin, Alan (21 de febrero de 2020). «Bottas se cerca al récord en la pista, Ferrari sufre un problema de motor». Infobae. Consultado el 21 de febrero de 2020.
56. ↑  Lillo, Sergio (26 de febrero de 2020). «Kubica mantiene el liderato; Mercedes y Ferrari, de maratón». es.motorsport.com. Consultado el 26 de febrero de 2020.
57. ↑  Lillo, Sergio (27 de febrero de 2020). «Vettel se gusta y Mercedes sufre en Barcelona». es.motorsport.com. Consultado el 27 de febrero de 2020.
58. ↑  «El último día fue para Valtteri». Olé. 28 de febrero de 2020. Consultado el 28 de febrero de 2020.
59. ↑  «Horario y dónde ver el test de Abu Dhabi de Fórmula 1 con Fernando Alonso». Mundo Deportivo. 15 de diciembre de 2020. Consultado el 15 de diciembre de 2020.
60. ↑  «‘It ignited the competitive spirit’ says Alonso after posting fastest time in Abu Dhabi test». Fórmula 1 (en inglés). Formula One World Championship Limited. 15 de diciembre de 2020. Consultado el 15 de diciembre de 2020.
61. ↑  «Oficial: Zandvoort y el GP de Holanda vuelven a la F1 35 años después». lat.motorsport.com. Consultado el 19 de julio de 2019.
62. ↑  Formula 1 (12 de marzo de 2020). «Formula 1 and the FIA, with the full support of the Australian Grand Prix Corporation (AGPC), have taken the decision that all Formula 1 activity for the Australian Grand Prix is cancelledpic.twitter.com/rHbc7hlNvH». @F1 (en inglés). Consultado el 12 de marzo de 2020.
63. ↑  «Coronavirus: Aplazados los GP de Holanda, España y Mónaco». Marca. 19 de marzo de 2020. Consultado el 19 de marzo de 2020.
64. ↑  Sagelés, Xarly (19 de marzo de 2020). «Se cancela el GP de Mónaco de 2020». Car and Driver. Consultado el 19 de marzo de 2020.
65. ↑  «Organisers confirm 2020 F1 French Grand Prix will not go ahead | Formula 1®». www.formula1.com (en inglés). Consultado el 28 de mayo de 2020.
66. ↑  «OFICIAL: Se cancela el Gran Premio de Holanda 2020 de F1 en Zandvoort - F1Latam.com». www.f1latam.com. Consultado el 28 de mayo de 2020.
67. ↑  «Canadian Grand Prix organisers announce postponement of 2020 race | Formula 1®». www.formula1.com (en inglés). Consultado el 28 de mayo de 2020.
68. ↑  «F1 confirm 2020 Azerbaijan, Singapore and Japanese Grands Prix have been cancelled | Formula 1®». www.formula1.com (en inglés). Consultado el 12 de junio de 2020.
69. ↑  «F1 anuncia ocho primeras carreras del calendario 2020». lat.motorsport.com. Consultado el 2 de junio de 2020.
70. ↑  «Dos nombres de grandes premios se estrenan en la F1 2020». es.motorsport.com. Consultado el 2 de junio de 2020.
71. ↑  «Formula 1 adds Mugello and Sochi to revised 2020 F1 race calendar». Fórmula 1 (en inglés). Formula One World Championship Limited. 10 de julio de 2020. Consultado el 10 de julio de 2020.
72. ↑  «Formula 1 adds Portimao, Nurburgring and 2-day event in Imola to 2020 race calendar». Fórmula 1 (en inglés). Formula One World Championship Limited. 24 de julio de 2020. Consultado el 24 de julio de 2020.
73. ↑  «Formula 1 to return to Turkey’s Istanbul Park as four more races are added to the 2020 F1 calendar». Fórmula 1 (en inglés). Formula One World Championship Limited. 25 de agosto de 2020. Consultado el 25 de agosto de 2020.
74. ↑  «Así queda el calendario definitivo de Fórmula 1». lat.motorsport.com. Motorsport Latinoamérica. 25 de agosto de 2020. Consultado el 30 de agosto de 2020.
75. ↑  Lillo, Sergio (29 de agosto de 2019). «La F1 presenta un calendario récord para 2020». Motorsport.com. Consultado el 29 de agosto de 2019.
76. ↑  «TYRES NOMINATED FOR THE FIRST EIGHT GRANDS PRIX».
77. ↑  «2020 Tuscan and Russian Grands Prix - Tyre compound choices». Pirelli & C. S.p.A. (en inglés). 22 de julio de 2020. Consultado el 22 de julio de 2020.
78. ↑  «TYRE COMPOUND CHOICES AND SET ALLOCATIONS FOR LAST SEVEN GRANDS PRIX OF 2020». Pirelli & C. S.p.A. (en inglés). 9 de septiembre de 2020. Consultado el 9 de septiembre de 2020.
79. ↑  «Bad weather at the Nurburgring prevents any running in first practice for the Eifel GP». Fórmula 1 (en inglés). Formula One World Championship Limited. 9 de octubre de 2020. Consultado el 9 de octubre de 2020.
80. ↑  «Weather prevents running in Eifel Grand Prix FP2 to cap action-less day at the Nurburgring». Fórmula 1 (en inglés). Formula One World Championship Limited. 9 de octubre de 2020. Consultado el 9 de octubre de 2020.
81. ↑  «2020 RACE RESULTS». Fórmula 1 (en inglés). Formula One World Championship Limited. Consultado el 5 de julio de 2020.
82. ↑  «2020 Driver Standings». Fórmula 1 (en inglés). Formula One World Championship Limited. Consultado el 5 de julio de 2020.
83. ↑  «2020 Constructor Standings». Fórmula 1 (en inglés). Formula One World Championship Limited. Consultado el 5 de julio de 2020.
84. ↑  Noble, Jonathan (7 de agosto de 2020). «Renault gana la protesta contra Racing Point, que recibe sanción». lat.motorsport.com. Consultado el 7 de agosto.